# Deutscher Kunstverlag
Der Deutsche Kunstverlag (DKV) ist ein deutscher Kunstbuchverlag mit Sitz in Berlin und München. Seine Schwerpunkte sind Kunst- und Kulturgeschichte, Architektur und Denkmalpflege.

## Geschichte
Die Gründung erfolgte am 1. Juli 1921 in Berlin auf Anregung des preußischen Kultusministeriums von einer Reihe renommierter Gesellschafter aus dem deutschen Verlagswesen, den Verlagen Insel, E. A. Seemann, Deutsche Verlags-Anstalt, Julius Hoffmann Verlag, G. Grote, Julius Bard und Walter de Gruyter sowie dem Bankhaus Delbrück-Schickler & Co. Zweck des Verlages war es, die reichen Bestände der in „Staatliche Bildstelle Berlin“ umbenannten ehemaligen Preußischen Messbild-Anstalt zu verwalten und zu vermarkten. Der Sitz des Verlages befand sich in der Wilhelmstraße 69, im Haus des Kultusministeriums. Erste Geschäftsführer wurden Burkhard Meier (1885–1946) und Gerhard Lüdtke. Zum Verlag gehörte auch die Buch- und Kunsthandlung „Buch und Kunst“, die im selben Gebäude untergebracht war.
1924 übernahm der Verlag Walter de Gruyter sämtliche Anteile des Verlages, der Sitz wurde zum 1. Oktober 1934 in die Genthiner Straße 13, den Sitz des Verlages de Gruyter, verlegt. 1939 trennte sich de Gruyter vom Deutschen Kunstverlag, der in den Besitz von Burkhard Meier und seiner Frau Ellen, einer Tochter Walter de Gruyters, überging. Am Ende des Zweiten Weltkrieges gingen die gesamten Bestände des Verlages unter. Meier erhielt am 3. Oktober 1945 eine amerikanische Verlagslizenz, starb jedoch kurz darauf. Ernst Hermann (1898–1984), Mitarbeiter des Verlages seit 1925, übernahm die Verlagsleitung und erhielt am 25. Mai 1946 eine amerikanische Lizenz. 1948 wurde der Verlag in eine GmbH mit Sitz in München und Berlin umgewandelt, Gesellschafter wurden Ellen Burkhard-Meier und Ernst Hermann. Der Sitz des Verlages befand sich in München in der Kurfürstenstraße 7/IV, ab 1949 in der Arcisstraße 10; ab 1950 Rondell Neuwittelsbach 8. 1960 trat der Sohn Michael Meier (1925–2015) in den Verlag ein, dieser wurde 1961 Geschäftsführer, 1971 Gesellschafter. 1964 wurde der Sitz des Verlages in die Vohburger Straße 1 verlegt. 1991 wurde der Verlag an den Hirmer Verlag verkauft.
In den 1990er Jahren und zu Beginn des 21. Jahrhunderts kam der Verlag in häufig wechselnde Eigentumsverhältnisse. Zu Beginn des Jahres 2007 erwarb Gabriele Miller den Deutschen Kunstverlag als alleinige Gesellschafterin. Der Hauptsitz des Verlags wurde wieder nach Berlin verlegt. Im Oktober 2010 übernahm die Tochter der Hauptgesellschafterin, Stephanie Ecker, die kaufmännische Geschäftsführung des Verlags. Im Januar 2011 wurde sie gemeinsam mit Gabriela Wachter, Inhaberin des Parthas Verlags, geschäftsführende Mitgesellschafterin der Deutschen Kunstverlag GmbH.
Seit 2018 befindet sich der Deutsche Kunstverlag als eigenständiger Verlag unter dem Dach des Wissenschaftsverlages De Gruyter. Auf Pipa Neumann folgte 2021 Katja Richter in der Programmleitung. Im Juli 2021 feierte der Verlag sein 100-jähriges Bestehen. Aus diesem Anlass ordnete der Verlag sein Archiv und stellte eine ausführliche Darstellung seiner Geschichte online. Im August 2023 wurde die Deutscher Kunstverlag GmbH Berlin/München aus dem Handelsregister gelöscht. Die Marke und das Programm des Deutschen Kunstverlags bleiben unter dem Dach der Walter de Gruyter GmbH weiterhin unverändert bestehen.

## Programm
In den 1920er Jahren erschienen erstmals einige der Buchreihen, die das Verlagsprofil bis heute bestimmen, andere sind im Laufe der Jahre hinzugekommen. Neben den wissenschaftlichen Publikationen sind es vor allem die Kunstbücher und Ausstellungskataloge, die das Programm des Verlages ausmachen.
Der Verlag ist seit seiner Gründung der Kunsttopographie verbunden. Wichtigste Reihe ist hier das Handbuch der Deutschen Kunstdenkmäler, begründet von Georg Dehio, kurz Dehio genannt. Diese Buchreihe wird vom Verlag seit 1929 betreut.
Zu den bekanntesten Publikationen des Verlages zählen die Kunstführer. Von 1925 bis 1987 erschien die Reihe Deutsche Lande – Deutsche Kunst, von 1927 bis 1942 die Reihe Deutsche Dome. In der Reihe DKV-Kunstführer (begründet 1943 als Führer zu großen Baudenkmälern, seit 1945 Große Baudenkmäler, seit 1999 unter dem Titel DKV-Kunstführer) erscheinen Einzelpublikationen in broschierter Form, die hauptsächlich als Informationsmaterial an Ort und Stelle der Denkmäler erhältlich sind. Auch Museumsführer und Kunstpostkarten zu Museen, Sammlungen und Kunstdenkmälern gehören zum Programm des Verlages. Die 1925 begründete Reihe Deutsche Lande – Deutsche Kunst wurde 1987 eingestellt. Auch die 1958 begründete Reihe Bildhandbuch der Kunstdenkmäler, von der 49 Bände erschienen sind, wurde in den 1990er Jahren eingestellt. Die weitere Reihe DKV-Bildhandbuch kam über sechs in den Jahren 1988 bis 1992 veröffentlichte Bände nicht hinaus.
- Reihen
  - Kunstwissenschaftlichen Studien (seit 1929)
  - Karl Friedrich Schinkel Lebenswerk (seit 1939)
  - Münchener Ägyptologische Studien (1962–1988)
  - Forschungen zu Burgen und Schlössern, herausgegeben von der Wartburg-Gesellschaft zur Erforschung von Burgen und Schlössern (1994–2010)
  - Rudolstädter Forschungen zur Residenzkultur (1998–2008)
  - Große DKV-Kunstführer (seit 2002)
  - Passages/Passagen (seit 1999) und Passerelles (seit 2002) des Deutschen Forums für Kunstgeschichte in Paris
  - Aachener Bibliothek. Schriftenreihe des Lehrstuhls Kunstgeschichte an der RWTH Aachen (seit 2000)
  - Italienische Forschungen des Kunsthistorischen Instituts in Florenz (seit 2001)
  - Münchener Universitätsschriften des Instituts für Kunstgeschichte der Universität München (2001–2010)
  - Kunstdenkmäler-Inventare (Baden, Baden-Württemberg, Bayern, Brandenburg, Hessen, Niedersachsen, Rheinland-Pfalz, Schleswig-Holstein)
- wissenschaftliche Zeitschriften
  - Die Denkmalpflege (seit 1934)
  - Zeitschrift für Kunstgeschichte (seit 1940)
  - Niederdeutsche Beiträge zur Kunstgeschichte (1961–2006)
  - Jahrbuch der Staatlichen Kunstsammlungen in Baden-Württemberg (seit 1964)
  - Jahrbuch der Bayerischen Denkmalpflege (seit 1971)
  - architectura. Zeitschrift für Geschichte der Baukunst (seit 1971)

Die Reihe der Weltkunst Antiquitäten-Führer (seit 1995) und die Erfolgstitel Kunst & Krempel, 3 Bände zur gleichnamigen Fernsehsendung des Bayerischen Rundfunks (1997–2001), dienen Sammlern und Liebhabern als Nachschlagewerk.